# Ernst Florens Friedrich Chladni

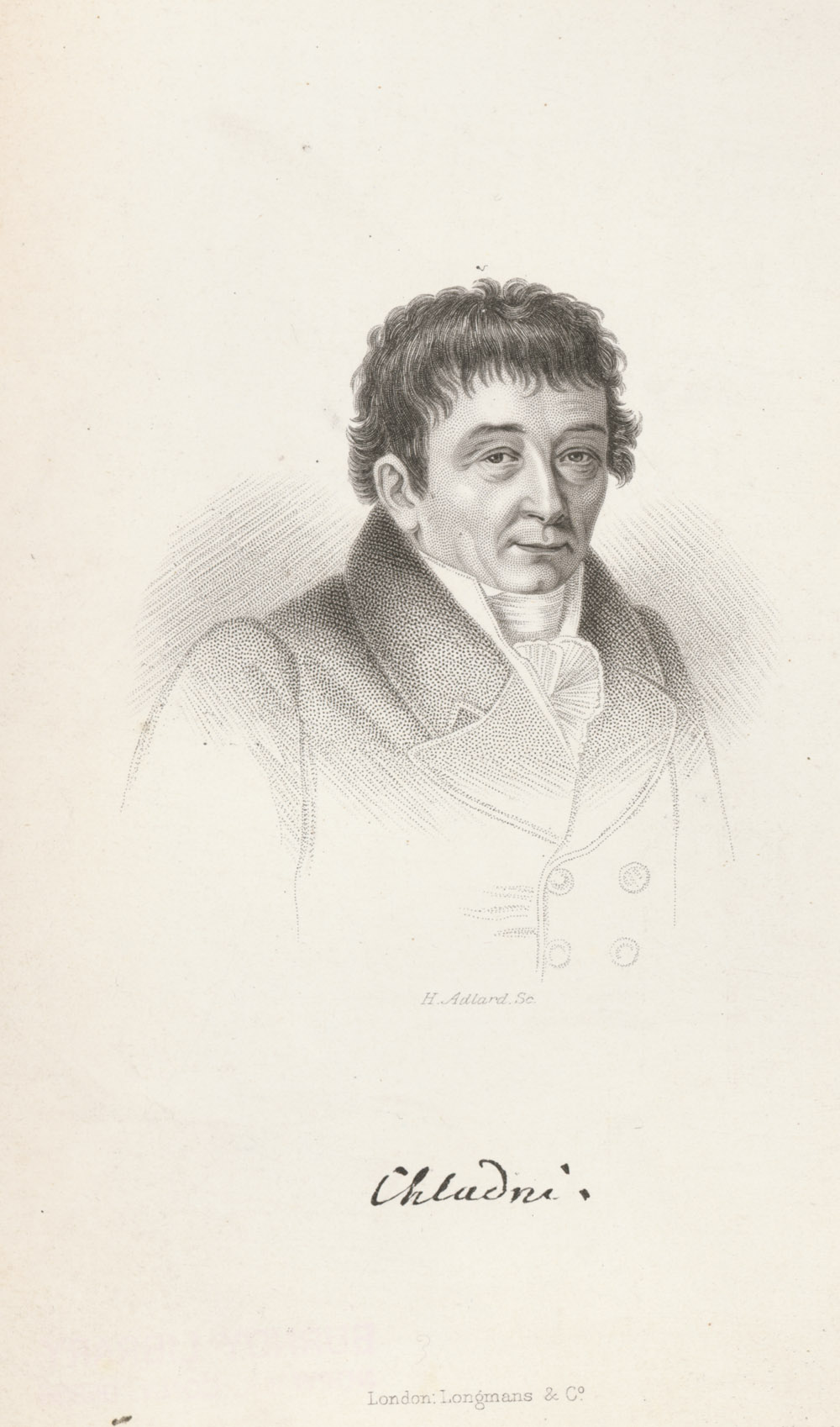
Ernst Florens Friedrich Chladni, 18. Jahrhundert

Ernst Florens Friedrich Chladni (* 30. November 1756 in Wittenberg; † 3. April 1827 in Breslau) war ein deutscher Physiker und Astronom. Er beschrieb 1787 die nach ihm benannten Klangfiguren. Überdies verhalf er der Vorstellung einer außerirdischen Herkunft von Meteoriten zum Durchbruch.

## Leben

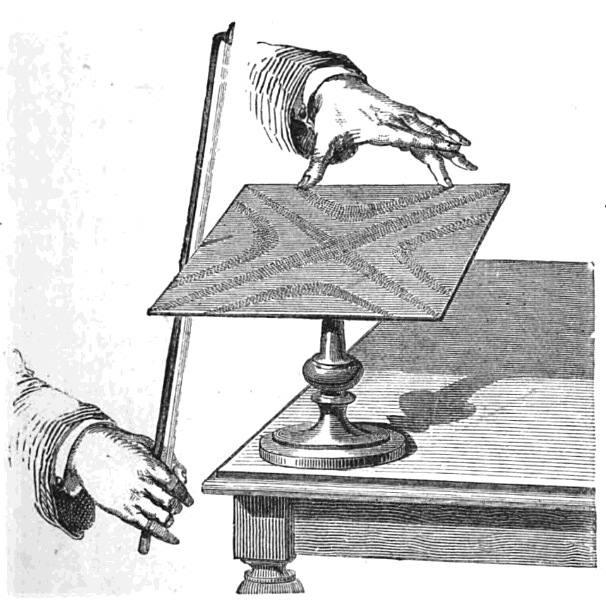
Chladnische Klangfigur, Illustration 1879

Als Sohn des Juristen Ernst Martin Chladni geboren, besuchte Ernst Florens Chladni von 1771 bis 1774 die Fürstenschule Grimma, studierte dann an der Universität Leipzig Rechtswissenschaften und wurde 1782 zum Doktor jur. promoviert. Nach dem Tod seines Vaters bestärkte ihn sein musikalisches Talent, sich mehr mit der experimentellen Akustik zu beschäftigen; dabei orientierte er sich an den Erkenntnissen der Mathematiker Leonhard Euler und Daniel Bernoulli. Bekannt ist Chladni für seine Arbeiten, welche die Akustik begründeten. So veröffentlichte er 1787 erste wegweisende Erkenntnisse darüber, dass auf mit Sand bestreuten dünnen Platten Muster bzw. (Knoten-)linien entstehen, wenn man diese in Schwingungen versetzt. Diese werden nach ihm als Chladnische Klangfiguren bezeichnet und beflügelten auch die Theorie der elastischen Platte bzw. Plattentheorie. In einem 1796 erschienenen Werk beschrieb Chladni die Longitudinalschwingungen der Saiten und Stäbe, bei denen die Schwingungen nicht quer zu den Saiten und Stäben erfolgen, sondern in deren Längsrichtung.

Chladni-Figuren beim Gitarrenbau

Mit fortschreitendem Wissen erkannte er 1794, dass die Schall- und Klanglehre nicht im Rahmen einer Lehre von Luft, sondern in einer Lehre von den periodischen Schwingungen elastischer Körper abzuhandeln sei. 1797 führten weitere Forschungen zur Bestimmung der Schallgeschwindigkeit in festen Körpern und Gasen. Gleichzeitig wies er nach, dass man die beim Entzünden von Wasserstoff in einer Röhre hervorgebrachten Töne mit echten Pfeiftönen vergleichen kann. In seinen Klangstudien bezog er dabei die Schwingungen von Glocken und Gabeln mit ein. Chladnis Experimente regten zahlreiche namhafte Physiker wie Wilhelm Eduard und Ernst Heinrich Weber, Charles Wheatstone, Michael Faraday und Félix Savart an, die Arbeiten auf dem Gebiet der Akustik fortzuführen. Bis in die Gegenwart werden seine Erkenntnisse beim Geigen- und Gitarrenbau, bei der Hochfrequenztechnik und der Konzertsaalarchitektur verwendet.
Daneben betrieb er Studien zu Meteoriten. Mit seinem 1794 publizierten Buch Über den Ursprung der von Pallas gefundenen und anderer ihr ähnlicher Eisenmassen und über einige damit in Verbindung stehende Naturerscheinungen und weiteren Veröffentlichungen stellte er die damals revolutionäre und anfangs sehr umstrittene These auf, dass die auf der Erde gefundenen Meteorite ihren Ursprung im Weltraum haben und Überreste aus der Entstehungsphase der Planeten unseres Sonnensystems seien.
Es war eine in vielerlei Hinsicht bahnbrechende Arbeit für die Weiterentwicklung der naturwissenschaftlichen Ansichten seit dem ausgehenden 18. Jahrhundert. Sie wurde aber zunächst von anerkannten und berühmten Gelehrten seiner Zeit – darunter Georg Christoph Lichtenberg, Johann Wolfgang von Goethe und Alexander von Humboldt – weitgehend abgelehnt, zumal Messungen der Lichtenberg-Schüler Benzenberg und Brandes angeblich ergeben hatten, dass die Meteore rein atmosphärischen Ursprungs seien. Georg Christoph Lichtenberg zog allerdings durchaus in Betracht, dass Chladni mit seiner Hypothese recht haben könnte, und war tatsächlich derjenige, der ihn zu seiner Arbeit über den Ursprung der Meteoriten anregte.
Doch bereits wenige Jahre danach bestätigten mehrere bezeugte Beobachtungen und wissenschaftlich fundierte Beschreibungen von Meteoritenfällen (z. B. des Meteoritenschauers von L'Aigle im Jahre 1803) sowie verfeinerte chemische Analysen an den gefundenen Meteoriten (u. a. durch Edward Charles Howard) seine Forschungsergebnisse. Chladni gilt heute als einer der Begründer der modernen Meteoritenforschung.
1790 erfand Chladni die Streichstabspiele Euphon (die Basis des Cristal Baschet) und 1799 den Clavizylinder, die in ihrem Klang den Orgelregistern Oboe/Fagott ähneln. Mit diesen Instrumenterfindungen sicherte er sich seinen Lebensunterhalt, indem er sie auf Vortragsreisen in ganz Europa, so auch vor Napoleon, Goethe, Lichtenberg und Laplace vorführte.
Chladni lebte und arbeitete bis 1813 in seiner Geburtsstadt Wittenberg, ab 1813 im benachbarten Kemberg.
Chladni war Mitglied der Leipziger Freimaurerloge Minerva zu den drei Palmen. Er starb während einer Vortragsreise in Breslau und wurde auf dem dortigen Großen Friedhof beerdigt.

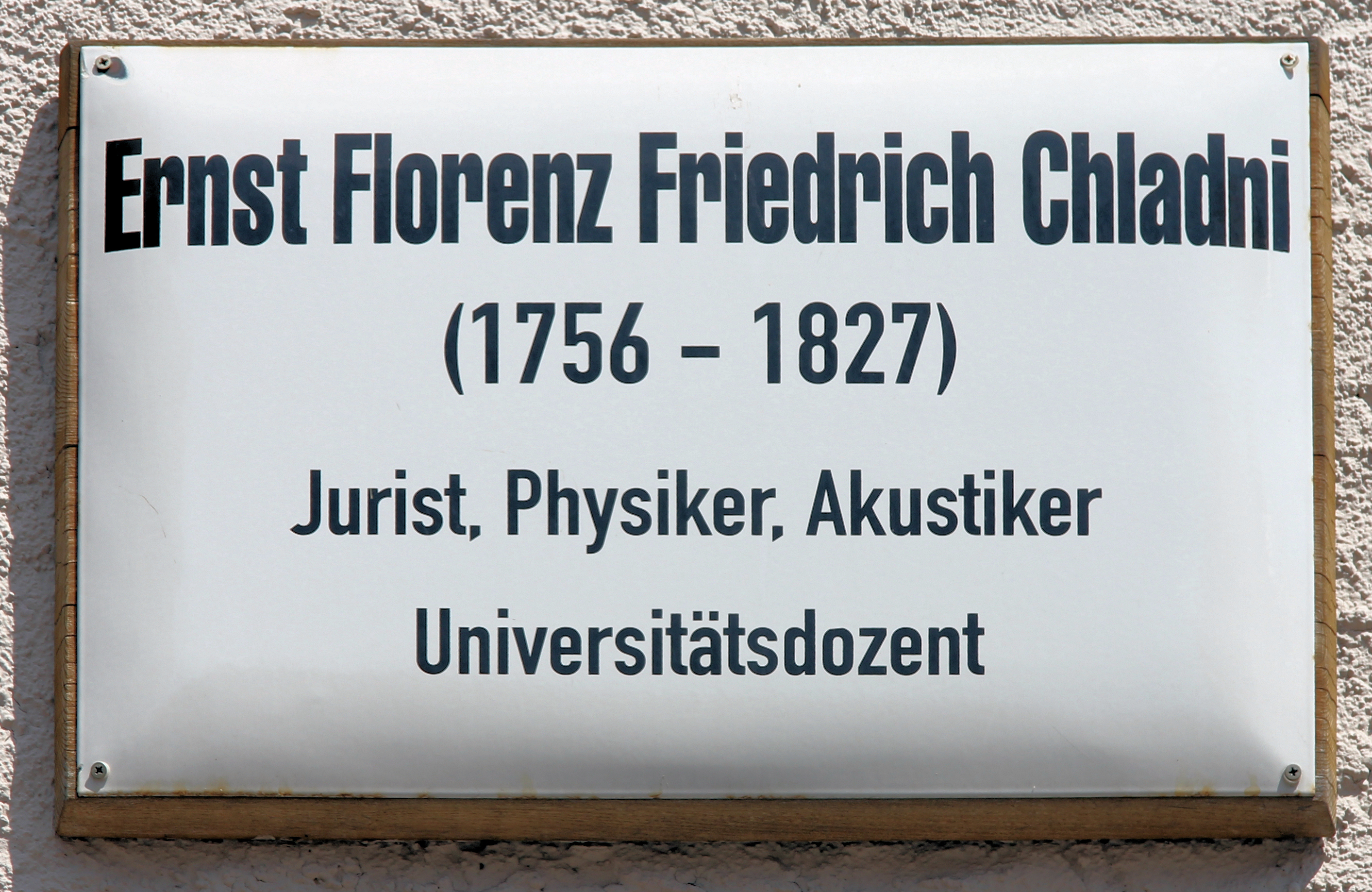
Gedenktafel am Haus Mittelstraße 5, in der Lutherstadt Wittenberg

## Ehrungen
1793 wurde Ernst Chladni zum korrespondierenden Mitglied der Göttinger Akademie der Wissenschaften gewählt. Seit 1794 war er korrespondierendes Mitglied der Russischen Akademie der Wissenschaften in Sankt Petersburg. 1804 wurde er als korrespondierendes Mitglied in die Bayerische Akademie der Wissenschaften und im Dezember 1815 in die Preußische Akademie der Wissenschaften aufgenommen.
Der Mondkrater Chladni und der Asteroid (5053) Chladni sind nach ihm benannt.

## Schriften (Auswahl)
- Entdeckungen über die Theorie des Klanges. Weidmanns Erben und Reich, Leipzig 1787 (Digitalisat und Volltext im Deutschen Textarchiv, Digitalisat).
- Ueber den Ursprung der von Pallas gefundenen und anderer ihr ähnlicher Eisenmassen, und über einige damit in Verbindung stehende Naturerscheinungen. Hartknoch, Riga 1794 (Digitalisat, Digitalisat).
- Die Akustik. Breitkopf & Härtel, Leipzig 1802 (Digitalisat und Volltext im Deutschen Textarchiv, Digitalisat; in französischer Sprache: Traité d’Acoustique. Courcier, Paris 1809, Digitalisat).
- Neue Beyträge zur Akustik. Breitkopf & Härtel, Leipzig 1817 (Digitalisat).
- Ueber Feuer-Meteore, und über die mit denselben herabgefallenen Massen. Heubner, Wien 1819 (Digitalisat).
- Beyträge zur praktischen Akustik und zur Lehre vom Instrumentbau, enthaltend die Theorie und Anleitung zum Bau des Clavicylinders und damit verwandter Instrumente. Breitkopf & Härtel, Leipzig 1821 (Digitalisat).
- Über die Hervorbringung der menschlichen Sprachlaute. In: Annalen der Physik. NF Bd. 16 = Bd. 76, 1824, S. 187–216.
- Kurze Uebersicht der Schall- und Klanglehre, nebst einem Anhange die Entwickelung und Anordnung der Tonverhältnisse betreffend. Schott's Söhne, Mainz 1827 (Digitalisat).

## Chladni-Traditionspflege in Grimma
Der Augustiner-Verein, der Förderverein für das Gymnasium St. Augustin in Grimma, verleiht zu Ehren des einstigen Schülers der Fürstenschule Grimma und im direkten Zusammenhang mit seinen Vereinszielen jährlich den Ernst-Florens-Friedrich-Chladni-Preis.